# Supertunica

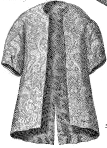
La supertunica in stoffa d'oro di Giacomo II.

Una Supertunica è una veste indossata da un monarca britannico durante la propria incoronazione. In particolare, essa viene indossata poco dopo la cerimonia dell'Unione, in occasione della vestizione di alcuni dei gioielli della Corona, ossia degli speroni, della spada ingioiellata d'offerta e delle armille. In un secondo momento, alla Supertunica vengono aggiunte la Stola Reale e la Veste Reale, che verranno poi sostituite, assieme alla Supertunica stessa, dalla Veste Imperiale in occasione della processione finale condotta dal sovrano a partire dall'abbazia di Westminster.

## Utilizzo

In questa rappresentazione dell'incoronazione di Giorgio VI si può vedere il sovrano con addosso la Stola Reale, la Veste Reale e, sotto quest'ultima, la Supertunica dorata.

Nel corso della cerimonia di incoronazione, il sovrano entra nell'abbazia di Westminster indossando la Veste di Stato. Nella successiva cerimonia dell'Unzione, però, quest'ultima viene sostituita dalla Colobium sindonis, una veste volutamente semplice, al di sopra della quale, una volta terminata l'Unzione, il sovrano indossa la Supertunica, più riccamente ornata, mentre viene allo stesso tempo investito di altri regalia, tra cui gli speroni, la spada ingioiellata d'offerta e le armille. In tale fase, in cui è rivestito dal Lord Gran Ciambellano, assistito dal Groom of the Robes e dal Master of the Robes, il sovrano indossa anche la Stola e la Veste Reali, che saranno poi tutte quante rimosse, assieme alla Supertunica, prima della fase finale dell'incoronazione, ossia la processione fuori dall'abbazia di Westminster, per la quale il sovrano indossa la Veste Imperiale.
La Supertunica, disegnata appositamente per assomigliare alle vesti ecclesiastiche, onde rimandare all'investitura divina del sovrano, è, assieme al Colobium, la veste di più antico utilizzo tra tutte quelle usate nell'incoronazione. Essa compare infatti già nel Liber Regalis, un manoscritto del XIV secolo che descrive in dettaglio le varie fasi dell'incoronazione. Contrariamente alla maggior parte delle vesti usate nell'incoronazione, realizzata espressamente per il monarca da incoronare,  la Supertunica usata nelle incoronazioni moderne è quella realizzata per l'incoronazione di Giorgio V del 1911, che è stata quindi poi usata da Giorgio VI nel 1937, da Elisabetta II nel 1953 e da Carlo III nel 2023.

## Esempi

### Giorgio IV
La Supertunica utilizzata da Giorgio IV nel 1821 era un cappotto dritto lungo circa 1,14 m e di circonferenza alla base pari a 2,7 m, realizzato in stoffa dorata decorata con fiori d'oro e foderato con taffetà cremisi. Ad essa si aggiungeva poi una cintura, sempre in stoffa d'oro, foderata di tela di taffetà bianca che sosteneva il fodero della spada. 

### Guglielmo IV
La Supertunica preparata per l'incoronazione di Guglielmo IV, nel 1830, era sempre realizzata in stoffa d'oro decorata con fiori d'oro e a forma di cappotto dritto ma, contrariamente a quella usata da Giorgio IV, era più lunga sul retro, dove misurava 1,2 m, che sul davanti, dove arrivava a 1,14 m. Dotata di due gonne, larghe entrambe 1,4 m, la Supertunica era poi chiusa da una cintura in stoffa d'oro foderata di tela di taffetà e dotata di una fibbia d'oro, che sosteneva il fodero della spada. Per ragioni di tempo, tuttavia, Guglielmo IV non indossò mai la Supertunica, sebbene la sua vestizione fosse inclusa nel programma dell'incoronazione.

### Vittoria

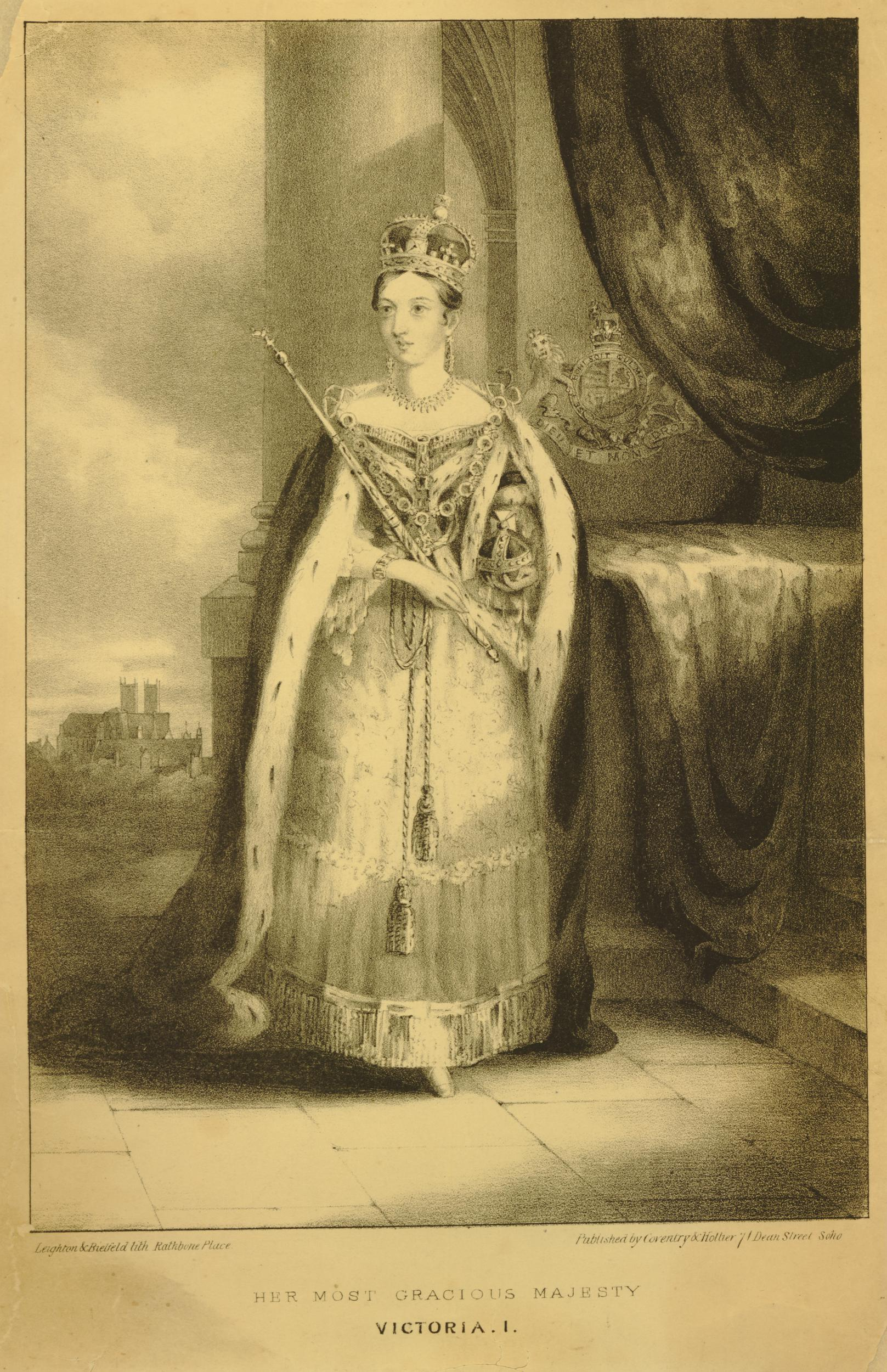
La regina Vittoria con la Supertunica indossata sotto la veste.

La Supertunica utilizzata da Vittoria del Regno Unito nel 1838 era lunga 1,30 metri e realizzata in lamé d'oro attraversato da fili d'oro e riportante decorazioni a forma di rose, quadrifogli, cardi e foglie di palma in volute realizzate in broccato di seta. La supertunica, aperta sul davanti e dotata di maniche pendenti estese fino al ginocchio e foderate di raso rosso, era poi anch'essa foderata di raso rosso e bordata con pizzo a tombolo dorato e tempestato da lustrini metallici color oro.

### Edoardo VII
La Supertunica indossata da Edoardo VII durante la sua incoronazione, avvenuta nel 1902, era relativamente semplice. Realizzata con 11 metti quadri di stoffa d'oro, fu cucita dalla sartoria Warner di Braintree, nell'Essex, al ritmo di 230-250 mm al giorno.

### Giorgio V
La Supertunica utilizzata da Giorgio V nel 1911 si ispira alle vesti indossate nella chiesa paleocristiana e nell'impero bizantino e reca i simboli nazionali delle quattro Home Nations, ossia delle quattro nazioni costitutive del Regno Unito.
Si tratta di un cappotto a maniche lunghe in seta color oro foderata di seta rossa. Aperta sul davanti, la Supertunica, realizzata dalla Wilkinson & Son di Londra, è decorata con recami siti su una fascia ai lati dell'apertura ed è chiusa da una cintura decorata con ricami e dotata di una fibbia in oro con rilievi a forma di rose, cardi e quadrifogli.
Come precedentemente detto, questa Supertunica è stata poi utilizzata da tutti i successori di Giorgio V: Giorgio VI nel 1937, Elisabetta II nel 1953 e Carlo III nel 2023.